# Брайтбах
Брайтбах (нем. Breitbach) — река в Германии, протекает по Нижней Франконии (земля Бавария). Левый приток Майна. Речной индекс 2434. Площадь бассейна составляет 157,98 км². Общая длина реки (совместно с Хиртенбахом) 20,98 км. Высота истока 300 м. Высота устья 178 м.
Образуется в окрестностях городка Ипхофена в результате слияния Хиртенбаха (Hirtenbach) и небольшой безымянной речки. Впадает в Майн близ населённого пункта Марктбрайт.
Система водного объекта: Майн → Рейн → Северное море.